# Kiełmina
Kiełmina – wieś w Polsce położona w województwie łódzkim, w powiecie zgierskim, w gminie Stryków, na terenie Parku Krajobrazowego Wzniesień Łódzkich. Kiełmina leży na zachód od Dobrej. W Kiełminie leży źródło rzeki Kiełmiczanki.
W latach 1975–1998 miejscowość administracyjnie należała do województwa łódzkiego.